# Bernard Dumont
Pour les articles homonymes, voir Dumont.
Pour l'auteur de bandes dessinées, voir Bédu.
Bernard Dumont (15 janvier 1927-25 septembre 1974) est un administrateur de société, courtier d'assurances, homme d'affaires et homme politique municipal, provincial et fédéral du Québec.

## Biographie
Né à Saint-Henri, près de Lévis dans la région de Chaudière-Appalaches, Bernard Dumont entama sa carrière politique en devenant maire de la municipalité de Saint-Vallier de 1959 à 1962. Il devint ensuite député créditiste de la circonscription fédérale de Bellechasse en 1962. Défait en 1963, il le sera à nouveau en 1965. Il revint à la Chambre des communes, mais cette fois à titre de député du Ralliement créditiste dans la circonscription de Frontenac lors des élections de 1968. En 1970, il démissionna et devint député du Ralliement créditiste du Québec dans la circonscription de Mégantic. Candidat défait du Ralliement créditiste dans la circonscription provinciale de Frontenac en 1973, il sera à nouveau défait à titre de candidat indépendant dans la circonscription fédérale de Rivière-du-Loup—Témiscouata en 1974.